# Olesja Forsjeva
Olesja Aleksandrovna Forsjeva-Krasnomovets (Russisch: Олеся Александровна Красномовец) (Nizjni Tagil, 8 juli 1979) is een voormalige Russische sprintster, die was gespecialiseerd in de 400 m. Op de 4 x 400 m estafette was ze olympisch kampioene, tweevoudig wereldindoorkampioene, eenmaal wereldkampioene en sinds 2004 is zij mede-wereldindoorrecordhoudster.

## Biografie

### Wereldrecord
Aan het begin van 2004 veroverde Forsjeva bij de wedstrijd om de Europese indoorbeker in Leipzig goud op de 400 m. Haar winnende tijd was 51,31 s. Een maand later won ze op ditzelfde nummer zilver op de WK indoor in 50,65 achter haar landgenote Natalja Nazarova (goud) en voor de Bahamaanse Tonique Williams (brons). Bovendien veroverde ze hier op de 4 x 400 m samen met Olga Kotljarova, Tatjana Levina en Natalja Nazarova een gouden medaille in de wereldrecordtijd van 3.23,88.

### Olympisch zilver verandert in goud
Desondanks leek er op de Olympische Spelen van 2004 in Athene voor Olesja Forsjeva en haar teamgenotes Natalja Nazarova, Olesja Zykina en Natalja Antjoech op de 4 x 400 m estafette slechts een zilveren medaille weggelegd. Het Russische viertal eindigde in 3.20,16 achter de ploeg van de Verenigde Staten, die in 3.19,01 de overwinning greep. In 2010 gaf Crystal Cox, lid van het Amerikaanse estafetteteam tijdens de kwalificatie, echter toe doping te hebben gebruikt. Als gevolg daarvan werd het Amerikaanse team met terugwerkende kracht gediskwalificeerd en schoven de medailles door, waardoor de Russinnen alsnog het goud in de schoot geworpen kregen.

### Wereldtitels
Op de wereldkampioenschappen van 2005 in Helsinki werd Forsjeva met de Russische ploeg, samen met Joelia Petsjonkina, Natalja Antjoech en Svetlana Pospelova, kampioene op de 4 x 400 m estafette.
Op 26 januari 2006 verbeterde Forsjeva in het Schotse Glasgow met haar teamgenotes Joelia Goesjtsjina, Olga Kotljarova en Olga Zajtseva het wereldrecord op de 4 x 400 m estafette van de WK indoor van 2004 tot 3.23,37. Op de WK indoor dat jaar leverde ze haar grootste prestatie met het winnen van de wereldtitel op de 400 m, door met 50,04 de Bulgaarse Vanja Stambolova (zilver) en de Bahamaanse Christine Amertil (brons) te verslaan.
Olesja Forsjeva was aangesloten bij Profsoyuzy. Ze is getrouwd met de Russische sprinter Dmitri Forsjev. Hij won een zilveren medaille op de WK indoor van 2004 (4 x 400 m estafette) en een bronzen medaille op de EK indoor 2005 (4 x 400 m estafette).

## Titels
- Olympisch kampioene 4 x 400 m - 2004
- Wereldindoorkampioene 400 m - 2006
- Wereldkampioene 4 x 400 m - 2005
- Wereldindoorkampioene 4 x 400 m - 2004, 2006

## Persoonlijke records
Outdoor
| Onderdeel | Prestatie | Datum        | Plaats |
| --------- | --------- | ------------ | ------ |
| 200 m     | 23,09 s   | 24 juli 2005 | Toela  |
| 400 m     | 50,19 s   | 5 juni 2004  | Toela  |

Indoor
| Onderdeel | Prestatie | Datum            | Plaats          |
| --------- | --------- | ---------------- | --------------- |
| 200 m     | 23,83 s   | 17 januari 2004  | Wolgograd       |
| 300 m     | 36,30 s   | 7 januari 2006   | Jekaterinenburg |
| 400 m     | 50,04 s   | 18 februari 2006 | Moskou          |
| 500 m     | 1.09,52   | 7 januari 2008   | Jekaterinenburg |

## Palmares

### 400 m
- 2004:  WK indoor - 50,65 s
- 2004:  EK indoorbeker - 51,31 s
- 2006:  WK indoor - 50,04 s
- 2011:  EK indoor - 51,80 s

### 4 x 400 m
- 2004:  WK indoor - 3.23,88 (WR)
- 2004:  OS - 3.20,16 (was zilver)
- 2005:  WK - 3.20,95
- 2006:  WK indoor - 3.24,91
- 2011:  EK indoor - 3.29,34

1983: Walther, Busch, Koch, Rübsam ·
1987: Neubauer, Emmelmann, Schersing, Busch ·
1991: Ledovskaja, Dzjigalova, Nazarova, Bryzgina ·
1993: Torrence, Malone-Wallace, Kaiser-Brown, Miles-Clark ·
1995: Graham, Stevens, Jones, Miles-Clark ·
1997: Feller, Rohländer, Rücker, Breuer ·
1999: Tsjebykina, Gontsjarenko, Kotljarova, Nazarova ·
2001: Richards, Scott, Parris, Fenton ·
2003: Barber, Washington, Richards, Miles-Clark ·
2005: Petsjonkina, Krasnomovets, Antjoech, Pospelova ·
2007: Trotter, Felix, Wineberg, Richards ·
2009: Dunn, Felix, Demus, Richards ·
2011: Richards-Ross, Felix, Beard, McCorory ·
2013: Goesjtsjina, Firova, Ryzjova, Krivosjapka ·
2015: Day, Jackson, McPherson, Williams-Mills ·
2017: Hayes, Felix, Wimbley, Francis ·
2019: Francis, McLaughlin, Muhammad, Jonathas ·
2022: Diggs, Steiner, Wilson, McLaughlin ·
2023: Saalberg, Klaver, Peeters, Bol